# Knut Hansson
Knut Hansson (ur. 9 maja 1911, zm. 10 lutego 1990) – szwedzki piłkarz, grający na pozycji napastnika.

## Kariera klubowa
Podczas kariery piłkarskiej Knut Hansson występował w Landskrona BoIS i IS Halmia. Z Landskroną zdobył jedyne w jej historii wicemistrzostwo Szwecji w 1938.

## Kariera reprezentacyjna
W reprezentacji Szwecji Hansson zadebiutował 29 czerwca 1933 w wygranym 2-0 meczu eliminacji mistrzostw świata 1934 z Litwą. Był to udany debiut, gdyż Hansson zdobył obie bramki. W 1938 József Nagy, ówczesny selekcjoner reprezentacji Szwecji powołał Hanssona na mistrzostwa świata, na których był rezerwowym. Ostatni raz w reprezentacji wystąpił 2 października 1938 w przegranym 2-3 meczu Pucharu Nordyckiego z Norwegią.
W latach 1933–1938 wystąpił w reprezentacji w 7 meczach, w których strzelił 6 bramek.
| Mecze i gole w reprezentacji | Mecze i gole w reprezentacji | Mecze i gole w reprezentacji | Mecze i gole w reprezentacji | Mecze i gole w reprezentacji | Mecze i gole w reprezentacji | Mecze i gole w reprezentacji |
| #                            | Data                         | Miasto                       | Przeciwnik                   | Gol                          | Wynik                        |                              |
| ---------------------------- | ---------------------------- | ---------------------------- | ---------------------------- | ---------------------------- | ---------------------------- | ---------------------------- |
| 1.                           | 29.06.1933                   | Kowno                        | Litwa                        | Gol · Gol                    | 2:0                          | el. MŚ 1934                  |
| 2.                           | 04.07.1933                   | Ryga                         | Łotwa                        | Gol                          | 1:1                          | towarzyski                   |
| 3.                           | 23.09.1934                   | Sztokholm                    | Łotwa                        |                              | 3:1                          | towarzyski                   |
| 4.                           | 10.06.1938                   | Solna                        | Łotwa                        | Gol · Gol                    | 3:3                          | towarzyski                   |
| 5.                           | 07.08.1938                   | Solna                        | Czechosłowacja               |                              | 2:6                          | towarzyski                   |
| 6.                           | 04.09.1938                   | Oslo                         | Norwegia                     | Gol                          | 2:1                          | towarzyski                   |
| 7.                           | 02.10.1938                   | Oslo                         | Norwegia                     |                              | 2:3                          | Puchar Nordycki              |